# Slowakije op de Olympische Winterspelen 1998
Tijdens de Olympische Winterspelen van 1998, die in Nagano (Japan) werden gehouden, nam Slowakije voor de tweede keer deel.

## Deelnemers en resultaten
(m) = mannen, (v) = vrouwen 

### Biatlon
| Olympiër                                                                    | Discipline             | Resultaat | Prestatie |
| --------------------------------------------------------------------------- | ---------------------- | --------- | --- |
| Ľubomír Machyniak                                                           | 10 km (m)              | 41e       | 30.30,3 (+3.14,1) pen.: 1 (1 + 0) |
| Ľubomír Machyniak                                                           | 20 km (m)              | 38e       | 1:01.43,7 (+5.27,3) pen.: 4 (1 + 0 + 1 + 2) |
|                                                                             |                        |           | |
| Martina Schwarzbacherová                                                    | 7,5 km (v)             | 7e        | 23.54,5 (+46,5) pen.: 1 (1 + 0) |
| Martina Schwarzbacherová                                                    | 15 km (v)              | 46e       | 1:01.56,5 (+7.04,5) pen.: 5 (2 + 1 + 2 + 0) |
| Soňa Mihoková                                                               | 7,5 km (v)             | 4e        | 23.42,3 (+34,3) pen.: 1 (0 + 1) |
| Soňa Mihoková                                                               | 15 km (v)              | 26e       | 59.20,8 (+4.28,8) pen.: 3 (1 + 1 + 0 + 1) |
| Anna Murínová                                                               | 7,5 km (v)             | 9e        | 23.56,7 (+48,7) pen.: 0 (0 + 0) |
| Anna Murínová                                                               | 15 km (v)              | 48e       | 1:02.06,7 (+8.14,7) pen.: 2 (0 + 1 + 1 + 0) |
| Team Martina Schwarzbacherová Anna Murínová Tatiana Kutlíková Soňa Mihoková | 4x7,5 km estafette (v) | 4e        | 1:41.20,6 (+1.07,0) pen.: 2-9 24.44,5 pen.: 0-1 (0-1 + 0-0) 24.57,1 pen.: 0-3 (0-2 + 0-1) 26.31,5 pen.: 2-4 (0-1 + 2-3) 25.07,5 pen.: 0-1 (0-1 + 0-0) |

### Kunstrijden
| Olympiër       | Discipline | Resultaat | Prestatie           |
| -------------- | ---------- | --------- | ------------------- |
| Róbert Kažimír | mannen     | 26e       | dnq (korte kür: 26) |

### Langlaufen
| Olympiër                                                        | Discipline                    | Resultaat | Prestatie                                           |
| --------------------------------------------------------------- | ----------------------------- | --------- | --------------------------------------------------- |
| Martin Bajčičák                                                 | 10 km klassiek (m)            | 67e       | 31.29,0 (+4.04,5)                                   |
| Martin Bajčičák                                                 | 30 km klassiek (m)            | 28e       | 1:40.52,5 (+6.56,7)                                 |
| Martin Bajčičák                                                 | 50 km vrije stijl (m)         | dnf       | opgave                                              |
| Martin Bajčičák                                                 | achtervolging 10 km+15 km (m) | 38e       | +5.16,9 (10 km:31.29 + 15 km:40.49,6)               |
| Ivan Bátory                                                     | 10 km klassiek (m)            | 60e       | 31.07,6 (+3.43,1)                                   |
| Ivan Bátory                                                     | 30 km klassiek (m)            | 26e       | 1:40.47,8 (+6.52,0)                                 |
| Ivan Bátory                                                     | 50 km vrije stijl (m)         | 19e       | 2:13.54,5 (+8.46,3)                                 |
| Ivan Bátory                                                     | achtervolging 10 km+15 km (m) | 33e       | +4.40,5 (10 km:31.07 + 15 km:40.35,2)               |
| Ivan Hudač                                                      | 10 km klassiek (m)            | 85e       | 33.41,9 (+6.17,4)                                   |
| Ivan Hudač                                                      | 30 km klassiek (m)            | 59e       | 1:50.11,6 (+16.15,8)                                |
| Ivan Hudač                                                      | 50 km vrije stijl (m)         | dnf       | opgave                                              |
| Ivan Hudač                                                      | achtervolging 10 km+15 km (m) | 64e       | +10.37,0 (10 km:33.41 + 15 km:43.57,7)              |
| Stanislav Ježík                                                 | 10 km klassiek (m)            | 64e       | 31.11,2 (+3.46,7)                                   |
| Stanislav Ježík                                                 | 30 km klassiek (m)            | 46e       | 1:44.01,0 (+10.05,2)                                |
| Stanislav Ježík                                                 | achtervolging 10 km+15 km (m) | 57e       | +8.52,6 (10 km:31.11 + 15 km:44.43,3)               |
| Team Ivan Bátory Martin Bajčičák Andrej Páricka Stanislav Ježík | 4x10 km estafette (m)         | 11e       | 1:44.31,6 (+3.35,9) 26.13,4 26.19,1 26.28,5 25.30,6 |
|                                                                 |                               |           |                                                     |
| Jaroslava Bukvajová                                             | 5 km klassiek (v)             | 16e       | 18.39,7 (+1.01,8)                                   |
| Jaroslava Bukvajová                                             | 15 km klassiek (v)            | 10e       | 49.02,0 (+2.06,6)                                   |
| Jaroslava Bukvajová                                             | 30 km vrije stijl (v)         | 15e       | 1:28.21,0 (+6.19,5)                                 |
| Jaroslava Bukvajová                                             | achtervolging 5 km+10 km (v)  | 18e       | +2.04,6 (5 km:18.39 + 10 km:29.32,5)                |
| Alžbeta Havrančíková                                            | 5 km klassiek (v)             | 58e       | 19.48,5 (+2.10,6)                                   |
| Alžbeta Havrančíková                                            | 30 km vrije stijl (v)         | 25e       | 1:30.38,6 (+8.37,1)                                 |
| Alžbeta Havrančíková                                            | achtervolging 5 km+10 km (v)  | 40e       | +3.51,4 (5 km:19.48 + 10 km:30.10,3)                |

### Rodelen
| Olympiër          | Discipline | Resultaat | Prestatie                                             |
| ----------------- | ---------- | --------- | ----------------------------------------------------- |
| Mária Jasenčáková | vrouwen    | 15e       | 3.27,365 (+3,586) (52,006 / 52,336 / 51,721 / 51,302) |

### Schansspringen
| Olympiër     | Discipline                     | Resultaat | Prestatie                                                       |
| ------------ | ------------------------------ | --------- | --------------------------------------------------------------- |
| Martin Mesík | normale schans individueel (m) | 60e       | 61,0 punten 61,0 p. (65,0 m) + niet geplaatst voor tweede ronde |
| Martin Mesík | grote schans individueel (m)   | 26e       | 198,0 punten 101,6 p. (112,0 m) + 96,4 p. (110,5 m)             |

### Snowboarden
| Olympiër    | Discipline       | Resultaat | Prestatie    |
| ----------- | ---------------- | --------- | ------------ |
| Jana Šedová | reuzenslalom (v) | dnf-1     | opgave run 1 |

### IJshockey
| Olympiër | Discipline | Resultaat | Prestatie |
| --- | ---------- | --------- | --- |
| Peter Bondra Zdeněk Cíger Jozef Daňo Ivan Droppa Oto Haščák Branislav Jánoš Stanislav Jasečko Ľubomír Kolník Roman Kontšek Miroslav Mosnár Igor Murín Ján Pardavý Róbert Petrovický Vlastimil Plavucha Peter Pucher Karol Rusznyák Ľubomír Sekeráš Roman Stantien Róbert Švehla Ján Varholík Ľubomír Višňovský | mannen     | 10e       | Voorronde groep A: 2- 2 Slowakije - Oostenrijk 4- 3 Slowakije - Italië 3- 4 Slowakije - Kazachstan Wedstrijd om de 9e plaats: 2- 4 Slowakije - Duitsland |

Amerikaanse Maagdeneilanden · Andorra · Argentinië · Armenië · Australië · Azerbeidzjan · België · Bermuda · Bosnië en Herzegovina · Brazilië · Bulgarije · Canada · Chili · China · Chinees Taipei · Cyprus · Denemarken · Duitsland · Estland · Finland · Frankrijk · Georgië · Griekenland · Groot-Brittannië · Hongarije · Ierland · IJsland · India · Iran · Israël · Italië · Jamaica · Japan · Joegoslavië · Kazachstan · Kenia · Kirgizië · Kroatië · Letland · Liechtenstein · Litouwen · Luxemburg · Macedonië · Moldavië · Monaco · Mongolië · Nederland · Nieuw-Zeeland · Noord-Korea · Noorwegen · Oekraïne · Oezbekistan · Oostenrijk · Polen · Portugal · Puerto Rico · Roemenië · Rusland · Slovenië · Slowakije · Spanje · Trinidad en Tobago · Tsjechië · Turkije · Uruguay · Venezuela · Verenigde Staten · Wit-Rusland · Zuid-Afrika · Zuid-Korea · Zweden · Zwitserland